# Aeroportul Internațional Bucaramanga-Palonegro
Aeroportul Internațional Bucaramanga-Palonegro (IATA: BGA, ICAO: SKBG) este un aeroport din Departamentul Santander, Columbia ce deservește zona Bucaramanga⁠(d). Aeroportul a fost tranzitat în 2022 de 2.101.787 de pasageri.
Situat la o altitudine de 1.188 m, aeroportul dispune de 1 pistă. Este operat de Colombian Civil Aviation Authority⁠(d).

## Infrastructură

### Piste
Aeroportul dispune de o singură pistă. Pista 17/35 are suprafața de asfalt. 